# Diocesi di Novaliciana
La diocesi di Novaliciana (in latino: Dioecesis Novalicianensis) è una sede soppressa e sede titolare della Chiesa cattolica.

## Storia
Novaliciana, identificabile con Kherbet-Madjouba o con Beni-Fouda nell'odierna Algeria, è un'antica sede episcopale della provincia romana della Mauritania Sitifense.
Gli scavi archeologici e le scoperte epigrafiche hanno permesso di stabilire che il cristianesimo fece ben presto la sua comparsa a Novaliciana. Le iscrizioni cristiane risalgono alla prima metà del IV secolo, ed un vescovo della Mauretania, con cui san Cipriano di Cartagine era in corrispondenza a proposito del battesimo ai lapsi (metà del III secolo), è chiamato da sant'Agostino Jubaianus de Novaticina o Novaticinensis.
Altro vescovo noto di Novaliciana è Reduce (Redux), il cui nome appare al 19º posto nella lista dei vescovi della Mauritania Sitifense convocati a Cartagine dal re vandalo Unerico nel 484; Reduce, come tutti gli altri vescovi cattolici africani, fu condannato all'esilio.
Dal 1933 Novaliciana è annoverata tra le sedi vescovili titolari della Chiesa cattolica; dall'8 marzo 2014 l'arcivescovo, titolo personale, titolare è Hubertus Matheus Maria van Megen, nunzio apostolico in Kenya e osservatore permanente della Santa Sede presso l'UNEP e l'UN-HABITAT.

## Cronotassi

### Vescovi residenti
- Iubaiano ? † (menzionato nel 256)
- Reduce † (menzionato nel 484)

### Vescovi titolari
- Joseph Gregory Vath † (4 marzo 1966 - 29 settembre 1969 nominato vescovo di Birmingham)
- Héctor Luis Lucas Peña Gómez (12 gennaio 1970 - 8 gennaio 1979 nominato vescovo di Holguín)
- Achille Silvestrini † (4 maggio 1979 - 28 giugno 1988 nominato cardinale diacono di San Benedetto fuori Porta San Paolo)
- Faustino Sainz Muñoz † (29 ottobre 1988 - 31 ottobre 2012 deceduto)
- Hubertus Matheus Maria van Megen, dall'8 marzo 2014